# Michelle Wu
Pour les articles homonymes, voir Michelle Wu (homonymie) et Wu.
Michelle Wu, née le 14 janvier 1985 à Chicago (Illinois, États-Unis), est une avocate et femme politique américaine, maire de Boston depuis le 16 novembre 2021. Elle est la première femme élue maire de la ville et la première asio-américaine à ce poste.

## Biographie

### Enfance et formation
Michelle Wu est née le 14 janvier 1985 à Chicago de parents d'origine taïwanaise. Elle est l'aînée de quatre enfants et sa langue maternelle est le mandarin. Elle fait ses classes dans la banlieue nord de Chicago et sort valedictorian de son lycée. En 2003, elle est sélectionnée pour l'une des bourses les plus prestigieuses des États-Unis, le Presidential Scholars Program (en), pour étudier à l'université Harvard, d'où elle sort diplômée d'une licence en économie en 2007.

### Carrière
Michelle Wu commence sa carrière comme consultante au Boston Consulting Group mais doit revenir dans l'Illinois pour s'occuper de sa mère malade. En 2009, elle déménage avec sa famille à Boston, où elle étudie à la faculté de droit de Harvard et obtient son diplôme de juris doctor en 2012. Pendant ses études à Harvard, elle rencontre Elizabeth Warren qui y enseigne. Les deux femmes deviennent amies et Michelle Wu travaille pour la campagne victorieuse de Warren aux élections sénatoriales de 2012 dans le Massachusetts.

#### Conseil municipal de Boston
Michelle Wu, membre du Parti démocrate, est élue au conseil municipal de Boston en novembre 2013 et devient officiellement conseillère municipale en janvier 2014. Elle est réélue trois fois, en 2015, 2017 et 2019. Elle est présidente du conseil municipal au cours de son deuxième mandat de conseillère, de janvier 2016 à janvier 2018.

#### Maire de Boston
Le 15 septembre 2020, Michelle Wu annonce sa candidature à la mairie de Boston, contre le maire sortant, Marty Walsh. Le 7 janvier 2021, à la suite de son élection à la présidence des États-Unis, Joe Biden choisit Walsh pour occuper le poste de secrétaire au Travail, rendant l'élection ouverte. Deux jours plus tard, Elizabeth Warren exprime publiquement son soutien à Michelle Wu. Alors que Kim Janey, présidente du conseil municipal, devient automatiquement maire par intérim, Michelle Wu continue sa campagne et se pose comme la favorite à l'élection municipale. Le Boston Globe, principal quotidien de Boston, lui apporte publiquement son soutien en octobre 2021.
Michelle Wu fait campagne sur des thèmes sociaux (transports publics gratuits, contrôle des loyers) et de réforme du système éducatif, ainsi que sur des thèmes environnementaux (Green New Deal). Le 3 novembre 2021, elle remporte l'élection municipale, devenant la première femme élue maire de la ville et la première personne asio-américaine à ce poste. Son mandat de maire commence le 16 novembre 2021.

## Vie privée
Michelle Wu épouse Conor Pewarski en septembre 2012. Ils vivent dans le quartier de Roslindale avec leurs deux fils et la mère de Michelle, qui est atteinte de schizophrénie.